# Багофан
Багофан — комендант и казначей Вавилона в IV веке до н. э.
По предположению канадского исследователя В. Хеккеля, Багофан, возможно, был евнухом. Он занимал пост вавилонского начальника персидского гарнизона и хранителя царской казны. По свидетельству Курция Руфа, после разгрома персов в битве при Гавгамелах в конце 331 года до н. э., Багофан, сдавшись вместе с сатрапом Мазеем Александру Македонскому, организовал пышную встречу победителям: «чтобы не отстать в усердии от Мазея, он устлал весь путь цветами и венками, поставил с двух сторон серебряные алтари и возжигал на них не только фимиам, но и всякие другие благовония». По замечанию советского историка И. Ш. Шифмана, вавилоняне радушно приняли Александра и его армию, так как стремились избежать грабежа, а также рассчитывали сохранить за городом положение крупнейшего торгового центра.
Новым комендантом стал македонянин Агафон из Пидны. Багофан же был взят в царскую свиту. Как отметил И. Ш. Шифман, при всей декоративности и кажущейся малозначительности положения Багофана македонский царь желал показать представителям персидской знати, что те могут рассчитывать на материальные блага, а впоследствии и на принятие участия в осуществлении властных полномочий в новом государстве. В историографии существует мнение, что Багофан сохранил за собой должность казначея однако утратил власть над военным гарнизоном. Исторические источники не сообщают о дальнейшей судьбе Багофана.